# Amenaza en el aire
Amenaza en el aire (título original en inglés: Flight Risk) es una película de acción y suspense estadounidense de 2025 dirigida por Mel Gibson y escrita por Jared Rosenberg. Protagonizada por Mark Wahlberg, Michelle Dockery y Topher Grace, la trama sigue a un piloto que transporta a un alguacil estadounidense y a un testigo del gobierno a través del desierto de Alaska, donde las identidades e intenciones de quienes están a bordo quedan en tela de juicio.
Flight Risk se estrenó en Estados Unidos por Lionsgate el 24 de enero de 2025 y recibió reseñas negativas de parte de los críticos.

## Reparto
- Mark Wahlberg como Daryl, un asesino a sueldo y piloto
- Michelle Dockery como Madolyn, una alguacil adjunta de EE. UU.
- Topher Grace como Winston, un informante
- Monib Abhat como Hasan, un alguacil estadounidense reclutado bajo el mando de Madolyn.
  - Maaz Ali como la voz de Hasan por teléfono
- Leah Remini como Van Sant, la oficial superior de Madolyn, que se escucha fuera de la pantalla.
- Paul Ben-Victor como Coleridge, agente a cargo de la operación.

## Producción

### Desarrollo
En diciembre de 2020, el guion de Jared Rosenberg Flight Risk fue votado en la lista negra del año de los guiones no producidos más apreciados en Hollywood. En mayo de 2023, se informó de que Mel Gibson lo dirigiría finalmente y de que Mark Wahlberg lo protagonizaría.  En enero de 2024, Topher Grace y Michelle Dockery se unieron al elenco.

### Rodaje
La fotografía principal comenzó en Las Vegas en junio de 2023.  El rodaje se realizó durante dos días en Mesquite, Nevada, en julio de 2023. El rodaje también tuvo lugar en Alaska.  SAG-AFTRA otorgó a los cineastas la aprobación para permitir la filmación durante la huelga SAG-AFTRA de 2023.  El rodaje concluyó en agosto de 2023. 

## Estreno
Flight Risk se estrenó en los Estados Unidos el 24 de enero de 2025. Originalmente estaba previsto que se estrenara en cines el 18 de octubre de 2024.

## Recepción
Flight Risk recibió reseñas generalmente negativas de parte de la crítica y de la audiencia. En el sitio web agregador de reseñas Rotten Tomatoes, la película posee una aprobación de 29%, basada en 112 reseñas, con una calificación de 4.7/10 y un consenso crítico que dice "Si bien hay lugar para la diversión tonta de alto octanaje, Flight Risk se lanza directo al campo desagradable sin paracaídas". De parte de la audiencia tiene una aprobación de 55%, basada en más de 2500 votos, con una calificación de 3.2/5.
El sitio web Metacritic le dio a la película una puntuación de 38 de 100, basada en 28 reseñas, indicando "reseñas generalmente desfavorables". Las audiencias encuestadas por CinemaScore le otorgaron a la película una "C" en una escala de A+ a F, mientras que en el sitio IMDb los usuarios le asignaron una calificación de 5.3/10, sobre la base de más de 16 000 votos. En la página web FilmAffinity la cinta tiene una calificación de 5.0/10, basada en 297 votos.